# Костантін фон Раппард
Костантін фон Раппард (нім. Konstantin von Rappard; 13 червня 1917, Вонгровіц, Німецька імперія — 23 вересня 1986, Нуева-Ельвесія, Уругвай) — німецький офіцер-підводник, капітан-лейтенант крігсмаріне.

## Біографія
3 квітня 1936 року вступив на флот. З жовтня 1939 року — вахтовий офіцер в 13-й флотилії мінних тральщиків. З квітня 1940 року — артилерійський офіцер на навчальному кораблі «Сілезія». З серпня 1940 року — офіцер групи військово-морського училища в Фленсбурзі-Мюрвіку. У вересня 1940 року відряджений у військово-морську службу Булоні для підготовки до операції «Морський лев». З лютого 1941 року — дивізійний офіцер на навчальному кораблі «Шлезвіг-Гольштейн». З 30 червня по 21 листопада 1941 року пройшов курс підводника. З 30 листопада 1941 по 14 липня 1942 року — 1-й вахтовий офіцер на підводному човні U-103. З 16 липня 1942 по 31 серпня 1943 року — командир U-560. З 1 вересня 1943 року — інструктор зі стрільби в 23-й флотилії. З серпня 1944 по 27 лютого 1945 року — керівник командного пункту підводних човнів «Крістіансанн-Південь». З березня по 9 травня 1945 року — командир U-2324, на якому здійснив 1 похід (2 квітня — 8 травня). В травні був взятий в полон британськими військами.

## Звання
- Кандидат в офіцери (3 квітня 1936)
- Морський кадет (10 вересня 1936)
- Фенріх-цур-зее (1 травня 1937)
- Оберфенріх-цур-зее (1 липня 1938)
- Лейтенант-цур-зее (1 жовтня 1938)
- Оберлейтенант-цур-зее (1 жовтня 1940)
- Капітан-лейтенант (1 серпня 1943)

## Нагороди
- Залізний хрест
  - 2-го класу (1940)
  - 1-го класу (1943)
- Нагрудний знак підводника (23 червня 1942)